# گئورگی تونیوف
گئورگی تونیوف (استونیایی: Georgi Tunjov؛ زادهٔ ۱۷ آوریل ۲۰۰۱) بازیکن فوتبال اهل استونی است.
از باشگاه‌هایی که در آن بازی کرده‌است می‌توان به باشگاه فوتبال اسپال اشاره کرد.
وی همچنین در تیم‌های ملی فوتبال زیر ۱۷ سال استونی، زیر ۱۹ سال استونی، و استونی بازی کرده‌است.